# 羅茲 (蒙大拿州)
羅茲（英語：Rhodes）是位於美國蒙大拿州弗拉特黑德縣的普查規定居民點。

## 人口
根據2020年美國人口普查的數據，羅茲的面積為1.73平方千米，皆為陸地。當地共有人口146人，而人口密度為每平方千米84.39人。